# Haniska, Košice-okolie
Haniska este o comună slovacă, aflată în districtul Košice-okolie din regiunea Košice. Localitatea se află la altitudinea de 216 m deasupra n.m., se întinde pe o suprafață de 17,29 km2 și în 2017 număra 1.494 de locuitori.

## Istoric
Localitatea Haniska este atestată documentar din 1267.

## Demografie
| An:                | 1994 | 2004   | 2014   | 2024   |
| ------------------ | ---- | ------ | ------ | ------ |
| Număr de persoane: | 1323 | 1365   | 1474   | 1572   |
| Diferență:         |      | +3,17% | +7,98% | +6,64% |

| An:                | 2023 | 2024   |
| ------------------ | ---- | ------ |
| Număr de persoane: | 1557 | 1572   |
| Diferență:         |      | +0,96% |